# 노노이치시
노노이치시(일본어: 野々市市)은 일본 이시카와현 중부에 있는 시이다.

## 지리
데도리강 선상지의 북동단에 있다. 북부와 동부는 가나자와시, 서부와 남부는 하쿠산시와 접하고 산과 바다가 없는 평지이다.

## 역사
고대의 유적으로는 오쿄즈카 유적과 스에마쓰 폐사적이 있다. 가마쿠라 시대와 무로마치 시대에는 슈고가 된 도가시씨가 여기에 성을 두었다. 에도 시대에는 호쿠리쿠 가도의 역참 마을이었지만 산킨코타이로 통과하는 번은 다이쇼지번 뿐이었기 때문에 규모는 작았다.
- 1889년 4월 1일 - 정촌제 시행으로 노노이치촌이 되었다.
- 1924년 7월 1일 - 정으로 승격해 노노이치정이 되었다.
- 1955년 4월 1일 - 도미오쿠촌과 합병해 새로운 노노이치정이 탄생하였다.
- 2011년 11월 11일 - 시로 승격해 노노이치시가 되었다.

## 교통

### 철도
- 서일본 여객철도 호쿠리쿠 본선
- 호쿠리쿠 철도 이시카와선

### 도로
- 국도 8호선
- 국도 157호선

## 인구
| 연도 | 인구   | ±%      |
| ---- | ------ | ------- |
| 1970 | 13,598 | —       |
| 1980 | 31,817 | +134.0% |
| 1990 | 39,769 | +25.0%  |
| 2000 | 45,581 | +14.6%  |
| 2010 | 51,885 | +13.8%  |
| 2020 | 57,238 | +10.3%  |